# Oyé
Oyé is een gemeente in het Franse departement Saône-et-Loire (regio Bourgogne-Franche-Comté) en telt 285 inwoners (1999). De plaats maakt deel uit van het arrondissement Charolles.
Oyé wordt beschouwd als de bakermat van het runderras Charolais.
In de gemeente ligt het kleine streekmuseum La Mémoire d'Oyé. Er is ook het kasteel van Chaumont, dat teruggaat op een hoeve van de Abdij van Cluny. Het goed werd verworven door een rijke familie veehandelaars in de 18e eeuw. In de eerste helft van de 20e eeuw werd het kasteel verbouwd in neogotische stijl. Bij het kasteel horen een Franse tuin en een vier hectare groot park.

## Geografie
De oppervlakte van Oyé bedraagt 17,9 km², de bevolkingsdichtheid is 15,9 inwoners per km².
De onderstaande kaart toont de ligging van Oyé met de belangrijkste infrastructuur en aangrenzende gemeenten.

## Demografie
Onderstaande figuur toont het verloop van het inwonertal (bron: INSEE-tellingen).

## Galerij

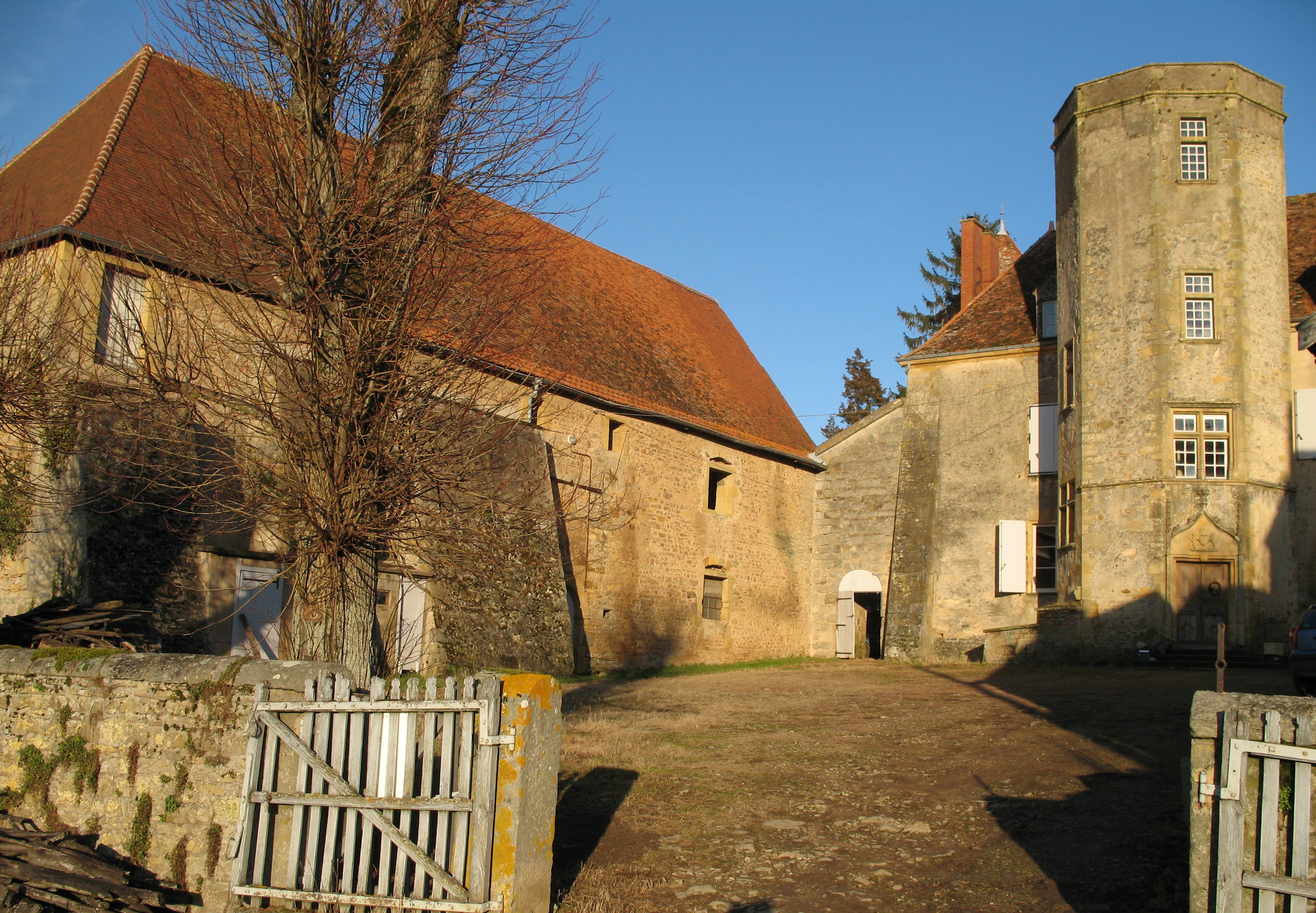
Kasteel van Oyé
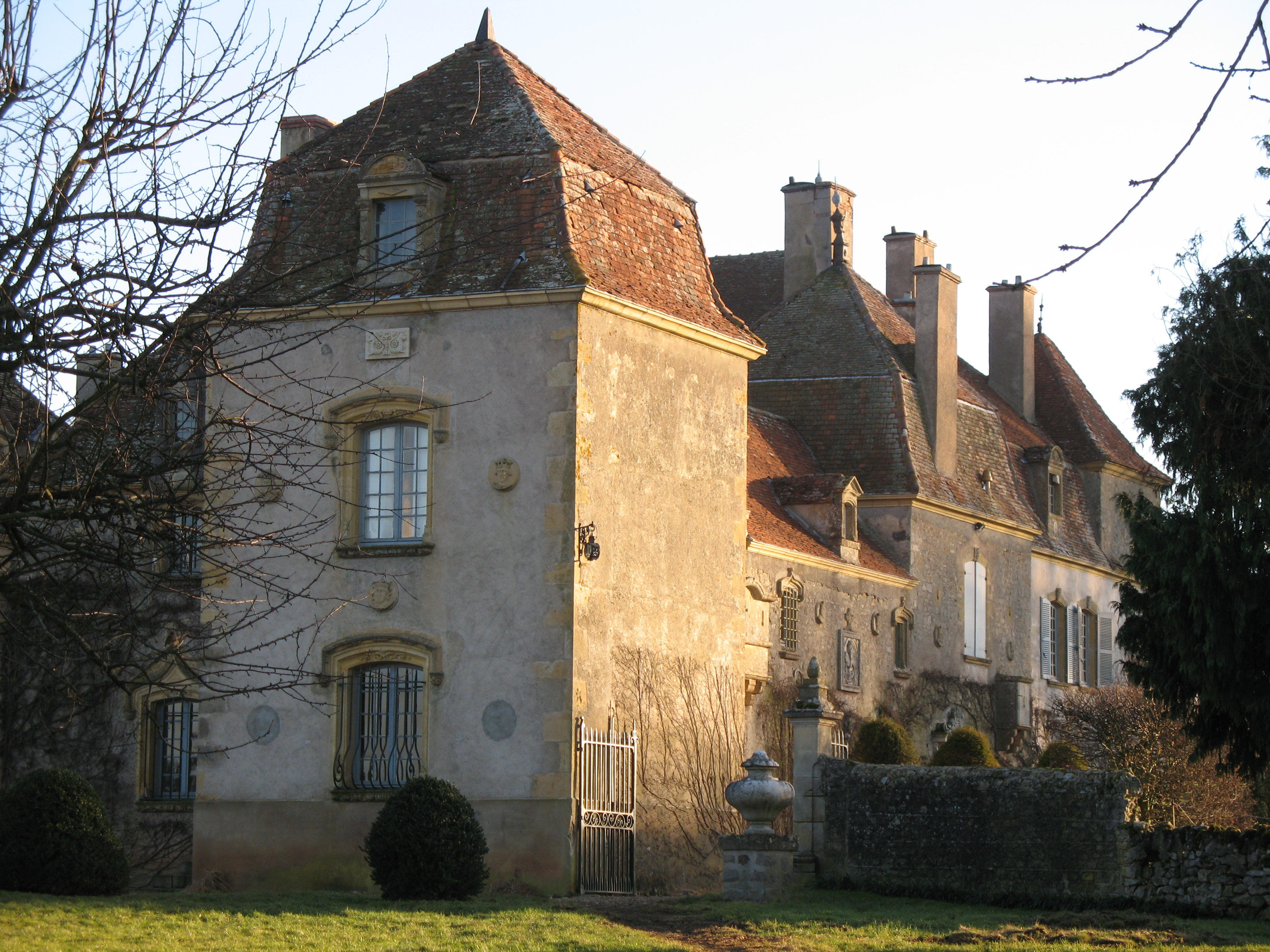
Kasteel van Chaumont
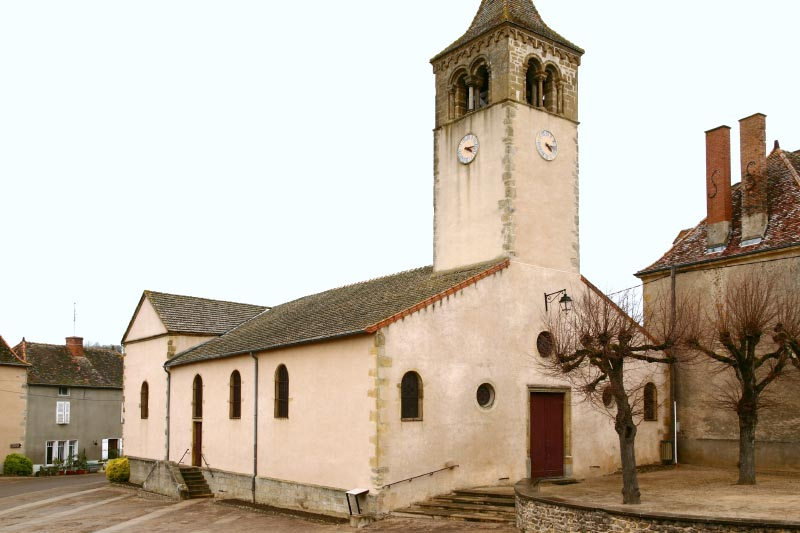
Kerk